# Snooker-Saison 1998/99
In der Snooker-Saison 1998/1999 trugen die Snooker-Profis 21 Hauptturniere aus, von denen neun in die Wertung für die Weltrangliste eingingen.
Erneut begann das Turnier mit einem einmalig ausgetragenen Event in der Volksrepublik China, diesmal mit der sogenannten Super Challenge. Danach setzte man am 29. September 1998 in Schottland fort. Neu hinzu kamen die Irish Open, die aber auch nur dieses eine Jahr Bestand hatten. Immerhin hatten sie den Rang eines Weltranglistenturniers, den auch die China Open nach einem Jahr als Einladungsturnier wieder zurückerhielten. Die German Open verloren dagegen diesen Status und wurden nach vier Jahren in dieser Saison zum vorerst letzten Mal ausgetragen. Mit dem Nations Cup wurde 1999 auch wieder ein Mannschaftswettbewerb eingeführt.
Höhepunkt der Saison war das WM-Finale am 3. Mai 1999, in dem Stephen Hendry seinen siebten Weltmeistertitel gewann. Trotzdem verlor er nach acht Jahren den ersten Platz in der Weltrangliste an seinen schottischen Landsmann John Higgins, der über die letzten beiden Wertungsjahre gesehen erfolgreicher gewesen war. Das Ende der Saison folgte gut zwei Wochen nach dem WM-Finale im nordwalisischen Prestatyn.

## Saisonergebnisse
Die folgende Tabelle zeigt die Saisonergebnisse.
| Datum                              | Turnier                        | Austragungsort        | Art                   | Sieger            | Finalgegner       | Ergebnis     |
| 8. bis 10. September 1998          | Super Challenge                | Shenyang/Xi’an/Peking | Einladungsturnier     | Stephen Hendry    | Gruppenphase      | Gruppenphase |
| 29. September bis 4. Oktober 1998  | Scottish Masters               | Motherwell            | Einladungsturnier     | Ronnie O’Sullivan | John Higgins      | 9:7          |
| 14. bis 25. Oktober 1998           | Grand Prix                     | Preston               | Weltranglistenturnier | Stephen Lee       | Marco Fu          | 9:2          |
| November 1998                      | Merseyside Professional        | Liverpool             | Non-Ranking-Turnier   | Peter Lines       | Lee Walker        | 5:4          |
| 1. bis 12. November 1998           | Benson and Hedges Championship | Malvern               | Non-Ranking-Turnier   | David Gray        | Dave Harold       | 9:6          |
| 16. bis 29. November 1998          | UK Championship                | Bournemouth           | Weltranglistenturnier | John Higgins      | Matthew Stevens   | 10:6         |
| 3. bis 6. Dezember 1998            | Malta Grand Peix               | Buġibba               | Einladungsturnier     | Stephen Hendry    | Ken Doherty       | 7:6          |
| 8. bis 13. Dezember 1998           | German Masters                 | Bingen am Rhein       | Einladungsturnier     | John Parrott      | Mark Williams     | 6:4          |
| 15. Dezember bis 20. Dezember 1998 | Irish Open                     | Tallaght/Dublin       | Weltranglistenturnier | Mark Williams     | Alan McManus      | 9:4          |
| 2. Januar bis 16. Mai 1999         | Premier League Snooker         | vers.                 | Einladungsturnier     | John Higgins      | Jimmy White       | 9:4          |
| 16. bis 24. Januar 1999            | Nations Cup                    | Newcastle             | Einladungsturnier     | Wales             | Schottland        | 6:4          |
| 25. Januar bis 31. Januar 1999     | Welsh Open                     | Cardiff               | Weltranglistenturnier | Mark Williams     | Stephen Hendry    | 9:8          |
| 7. bis 14. Februar 1999            | Masters                        | Wembley               | Einladungsturnier     | John Higgins      | Ken Doherty       | 10:8         |
| 14. bis 21. Februar 1999           | Scottish Open                  | Aberdeen              | Weltranglistenturnier | Stephen Hendry    | Graeme Dott       | 9:1          |
| 25. bis 28. Februar 1999           | Charity Challenge              | Derby                 | Einladungsturnier     | John Higgins      | Ronnie O’Sullivan | 9:4          |
| 1. bis 7. März 1999                | Thailand Masters               | Bangkok               | Weltranglistenturnier | Mark Williams     | Alan McManus      | 9:7          |
| 8. bis 14. März 1999               | China International            | Shanghai              | Weltranglistenturnier | John Higgins      | Billy Snaddon     | 9:3          |
| 21. bis 26. März 1999              | Irish Masters                  | Dublin                | Einladungsturnier     | Stephen Hendry    | Stephen Lee       | 9:8          |
| 4. bis 11. April 1999              | British Open                   | Plymouth              | Weltranglistenturnier | Fergal O’Brien    | Anthony Hamilton  | 9:7          |
| 17. April bis 3. Mai 1999          | Snookerweltmeisterschaft       | Sheffield             | Weltranglistenturnier | Stephen Hendry    | Mark Williams     | 18:11        |
| 15. bis 22. Mai 1999               | Pontins Professional           | Prestatyn             | Non-Ranking-Turnier   | Jimmy White       | Matthew Stevens   | 9:5          |

## Qualifikationsturniere
Neben der Snookerweltrangliste gab es mindestens vier weitere Möglichkeiten, sich für die Profi-Saison 1998/99 zu qualifizieren:
- UK Tour 1997/98
- Africa/Middle East Tour Qualifier
- Asian Tour Qualifier
- Oceania Tour Qualifier

## Weltrangliste
Die Snookerweltrangliste wird nur nach jeder vollen Saison aktualisiert und berücksichtigt die Leistung der vergangenen zwei Saisons. Die folgende Tabelle zeigt die 32 besten Spieler der Weltrangliste der Saison 1998/99; beruht also auf den Ergebnissen der Saisons 96/97 und 97/98. In den Klammern wird jeweils die Vorjahresplatzierung angegeben.
| Platz 1 – 8 | Platz 1 – 8           | Platz 9 – 16 | Platz 9 – 16          | Platz 17 – 24 | Platz 17 – 24       | Platz 25 – 32 | Platz 25 – 32        |
| ----------- | --------------------- | ------------ | --------------------- | ------------- | ------------------- | ------------- | -------------------- |
| 1           | John Higgins (2)      | 9            | Stephen Lee (16)      | 17            | Gary Wilkinson (17) | 25            | Chris Small (25)     |
| 2           | Stephen Hendry (1)    | 10           | Tony Drago (11)       | 18            | Jimmy White (21)    | 26            | Matthew Stevens (53) |
| 3           | Ronnie O’Sullivan (7) | 11           | Anthony Hamilton (14) | 19            | Dave Harold (18)    | 27            | Brian Morgan (28)    |
| 4           | Ken Doherty (3)       | 12           | Alain Robidoux (9)    | 20            | Fergal O’Brien (23) | 28            | Martin Clark (27)    |
| 5           | Mark Williams (4)     | 13           | Nigel Bond (8)        | 21            | Andy Hicks (19)     | 29            | Terry Murphy (29)    |
| 6           | John Parrott (6)      | 14           | Steve Davis (13)      | 22            | Darren Morgan (15)  | 30            | Graeme Dott (33)     |
| 7           | Peter Ebdon (5)       | 15           | James Wattana (12)    | 23            | Dominic Dale (54)   | 31            | Jamie Burnett (38)   |
| 8           | Alan McManus (10)     | 16           | Mark King (20)        | 24            | Paul Hunter (43)    | 32            | Billy Snaddon (32)   |